# Sympathy
Sympathy is een nummer van de Britse rockband Rare Bird, in Nederland vooral bekend in de uitvoering van Steve Rowland & The Family Dogg.
Sympathy verscheen in november 1969 op het debuutalbum Rare Bird en piekte op nummer 27 in de Britse hitlijst. Alleen in Nederland scoorde Steve Rowland & The Family Dogg een hit met het nummer. Het bereikte een tweede plek in de hitlijst.
Het nummer verkocht in Engeland, Frankrijk en Italië goed: er zouden meer dan 1.000.000 (sommige bronnen vermelden 2 miljoen) exemplaren zijn verkocht.

## NPO Radio 2 Top 2000
| Nummer met noteringen in de NPO Radio 2 Top 2000 | '99  | '00  | '01  | '02  | '03  | '04  | '05  | '06  | '07  | '08  |
| ------------------------------------------------ | ---- | ---- | ---- | ---- | ---- | ---- | ---- | ---- | ---- | ---- |
| Sympathy                                         | 1022 | 1473 | 1322 | 1208 | 1040 | 1412 | 1621 | 1639 | 1737 | 1520 |

1. ↑  Een vetgedrukt getal geeft de hoogste notering aan.
2. ↑  Deze tabel is bijgewerkt tot en met de meest recente editie (2024).

## Marillion
In 1992 bracht de Britse progressieve rockband Marillion een cover van het nummer uit, die verscheen als nieuw nummer op hun verzamelalbum A Singles Collection 1982 - 1992.
De cover had in het Verenigd Koninkrijk met een 17e positie meer succes dan het origineel. Ook in Nederland werd de cover een bescheiden hit, maar het origineel werd bij lange na niet overtroffen; in de Nederlandse Top 40 werd namelijk de 25e positie gehaald.

### Tracklijst
- 7"

1. "Sympathy" - 3:28
2. "Kayleigh" (Live from Aston Villa Leisure Centre, 27/9/90) - 4:03